# Trsek
Trsek – wieś w Słowenii, w gminie miejskiej Koper. 1 stycznia 2018 liczyła 51 mieszkańców.